# Ouvrage Chesnois

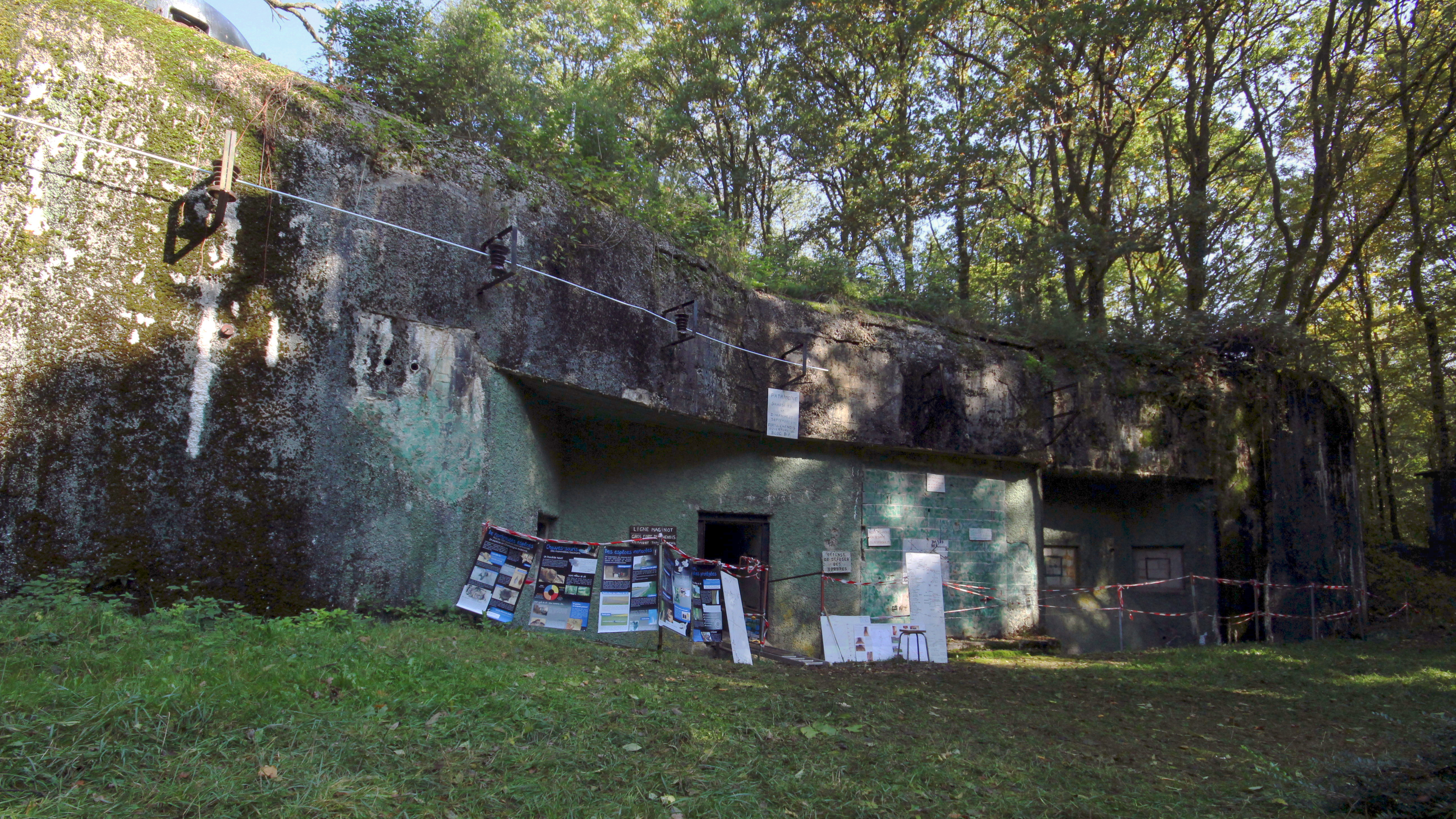
Ingang van het fort

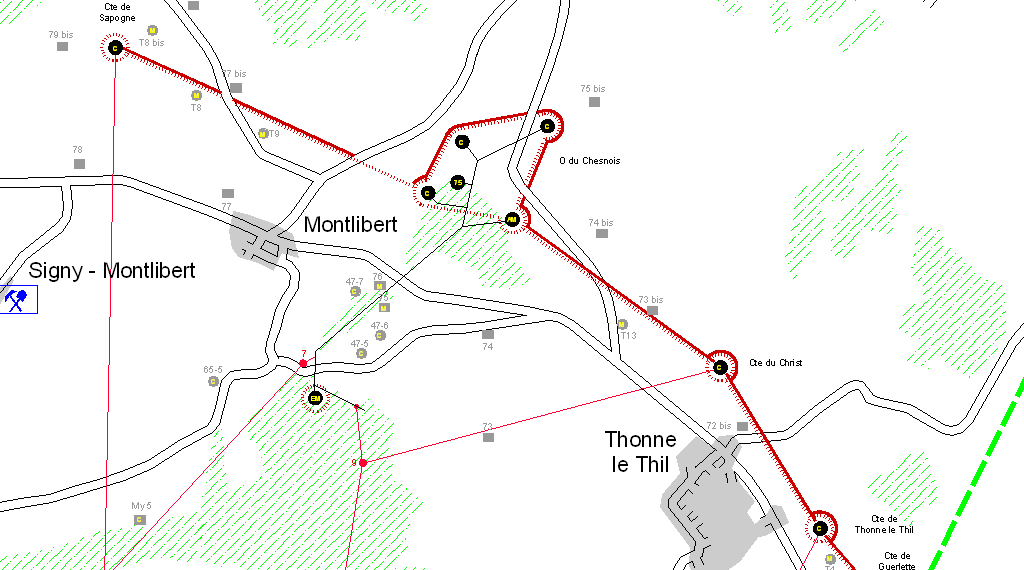
Kaart van het fort en de omgeving

Het ouvrage du Chesnois is een gros ouvrage (groot vestingswerk) van de Maginotlinie, onderdeel van de Versterkte Sector van Montmédy, en bestaat uit 6 blokken. Het bevindt zich vlak bij de Belgische grens op het grondgebied van de gemeenten Signy-Montlibert in het departement Ardennes en Thonne-le-Thil in het departement Meuse, beide in de regio Grand Est.